# Journal of Ecology
Journal of Ecology (J Ecol) ist eine begutachtete, englischsprachige Fachzeitschrift für Ökologie
In der Zeitschrift werden Artikel über Aspekte der Ökologie von Pflanzen und Algen veröffentlicht. Zusätzlich werden auch Themen über Biogeochemie, Ökologie der Mikroorganismen, Klimawandel, oder Symbiosen behandelt. Nicht veröffentlicht werden Arbeiten, die sich ausschließlich mit Kulturpflanzen oder den Ökosystemen in der Landwirtschaft beschäftigen. Im Journal of Ecology erscheinen außerdem die Ausgaben der „Biological Flora of the British Isles“.
Die Zeitschrift wird von der British Ecological Society herausgegeben und der Impact Factor beträgt 6,3. Sie nahm Platz 17 von 449 Fachzeitschriften der Ökologie ein. Alle Ausgaben seit 1998 sind zwei Jahre nach ihrer Veröffentlichung kostenlos online einsehbar.